# 1884 en chimie
Cet article présente les faits marquants de l'année 1884 en chimie.

## Évènements
- Jacobus Henricus van 't Hoff publie Études de Dynamique chimique, une étude sur la cinétique chimique[1].
- Le chimiste allemand Hermann Emil Fischer propose la structure de la purine, structure clé dans la plupart des biomolécules, qu'il synthétisera plus tard en 1898. C'est également à cette époque que débutent les travaux sur la chimie du glucose et de ses dérivés[2],[3].
- Le chimiste français Henry Le Chatelier développe le principe de Le Chatelier, qui décrit l'évolution de l'équilibre chimique d'un système en réponse à une contrainte externe (1884-1888)[4],[5],[6].
- Le chimiste suédois Svante August Arrhenius propose une définition des acides et des bases limité aux solutions aqueuses : les substances acides produisent des ions d'hydrogène en solution, les bases produisent des ions hydroxyde en solution[7].
- Les chimistes allemands Carl Schotten (en) et Eugen Baumann décrivent pour la première fois la réaction de Schotten-Baumann[8].
- Le chimiste suisse Traugott Sandmeyer découvre la réaction de Sandmeyer alors qu'il essayait de synthétiser le phénylacétylène à partir du chlorure de benzènediazonium et de l'acétylure de cuivre(I). Au lieu de cela, le principal produit qu'il isole est le chlorobenzène[9].

- 12 mai : Hilaire Bernigaud de Chardonnet dépose à l'Académie des sciences un pli cacheté où il décrit son invention de la soie artificielle, fibre textile produite à partir de la cellulose. Il obtient un premier brevet le 17 novembre[10].
- La règle de Trouton est énoncée par Frederick Thomas Trouton[11]. Cette règle concerne l'enthalpie de vaporisation des corps purs. Elle a été énoncée dès 1876 par Raoul Pictet et porte également le nom de règle de Pictet-Trouton.

## Publications
- Jacobus Henricus van 't Hoff : Études de Dynamique chimique, une étude sur la cinétique chimique [lire en ligne (page consultée le 17 septembre 2024)][1].
- Svante August Arrhenius : Recherches sur la conductivité galvanique des électrolytes, publication de sa thèse soutenue en 1883 [lire en ligne (page consultée le 17 septembre 2024)].

## Prix
- Médaille Davy : Hermann Kolbe pour ses recherches sur l'isomérie des alcools[12],[13].

## Naissances
- 2 janvier : Francis Arthur Freeth (mort en 1970), chimiste britannique, membre de la Royal Society.
- 23 février[14] : Kazimierz Funk (mort en 1967), biochimiste polonais.

- 24 mars[15] : Peter Debye (mort en 1966), physicien et chimiste néerlandais, prix Nobel de chimie en 1936[16],[17].
- 25 mars[18] : Georges Imbert (mort en 1950), ingénieur et chimiste français.
- 17 juin[19] :  Georges Dupont (mort en 1958), chimiste français.
- 25 août[20] : Nathalie Demassieux (morte en 1961), chimiste et une universitaire française spécialiste de chimie minérale.

- 30 août[21] : Theodor Svedberg (mort en 1971), chimiste suédois.

- 2 septembre[22] : Robert Feulgen (mort en 1955), médecin, chimiste et professeur d'université allemand.
- 11 octobre[23] : Friedrich Bergius (mort en 1949), chimiste allemand.

## Décès
- 17 mars[24],[25] : Pierre-Hippolyte Boutigny (né en 1798), savant français, physicien et chimiste, chevalier de la Légion d'honneur[26], auteur d'une quinzaine de publications.
- 10 avril[27],[28] : Jean-Baptiste Dumas (né en 1800), chimiste et homme politique français.

- 12 mai :
  - Robert Angus Smith (né en 1817), chimiste écossais.
  - Charles Adolphe Wurtz[29] (né en 1817), chimiste français.

- 29 mai[30] : Jean Pierre Louis Girardin (né en 1803), chimiste français.

- 19 juin[31] : Benjamin Corenwinder (né en 1820), chimiste et industriel français.
- 25 novembre[32] : Adolph Wilhelm Hermann Kolbe (né en 1818), chimiste allemand.